# Kleurcodering (bibliotheek)
In bibliotheken in Nederland wordt een kleurcoderingssysteem gebruikt voor de verschillende genres en andere soorten muziek. Dit maakt sorteren en uitzoeken gemakkelijker. Deze codering wordt door middel van overeenkomstig gekleurde stickertjes op de hoezen van de lp's en de doosjes van de cd's en dvd's.
| Kleuren | Kleuren | Nr. | Omschrijving                                                  | Kleuren | Kleuren | Nr. | Omschrijving                                                  |
| ------- | ------- | --- | ------------------------------------------------------------- | ------- | ------- | --- | ------------------------------------------------------------- |
| A       | A       | 00  | Symfonie                                                      | H       | A       | 60  | Nederlands vocaal                                             |
| A       | B       | 01  | Symfonisch gedicht, symfonische ouverture, mars, dans         | H       | B       | 61  | Concerto grosso, divermento, cassation, serenade, orkestsuite |
| A       | C       | 02  | Concerto grosso, divermento, cassation, serenade, orkestsuite | H       | C       | 62  | Duits vocaal                                                  |
| A       | E       | 04  | Ballet, entr'acte, toneelmuziek, opera, operette ouverture    | H       | D       | 63  | Engels vocaal                                                 |
| A       | F       | 05  | Diverse orkestwerken                                          | H       | E       | 64  | overige talen vocaal                                          |
|         |         |     |                                                               | H       | F       | 65  | Filmmuziek en musicals                                        |
| B       | A       | 10  | Piano/klavecimbel met orkest                                  | H       | H       | 66  | Hollands populair                                             |
| B       | B       | 11  | Viool met orkest                                              | H       | K       | 68  | Orkesten                                                      |
| B       | C       | 12  | Overige strijkinstrumenten met orkest                         | H       | L       | 69  | Harmonie, fanfare, marsen                                     |
| B       | D       | 13  | Blaasinstrumenten met orkest                                  |         |         |     |                                                               |
| B       | E       | 14  | Overige solo-instrumenten met orkest                          | J       | A       | 70  | Blues                                                         |
|         |         |     |                                                               | J       | B       | 71  | Gospel en spiritual                                           |
| C       | A       | 20  | Piano/klavecimbelrecital                                      | J       | C       | 72  | Oude jazz revival                                             |
| C       | B       | 21  | Vioolrecital                                                  | J       | D       | 73  | Mainstream en swing                                           |
| C       | C       | 22  | Cello/contrabasrecital                                        | J       | E       | 74  | Modern, avant-garde jazz en New Age                           |
| C       | D       | 23  | Fluitrecital                                                  | J       | F       | 75  | Jazz vocaal                                                   |
| C       | E       | 24  | Luit/gitaarrecital                                            | J       | H       | 76  | Country en western                                            |
| C       | F       | 25  | Overige instrumentale recitals                                | J       | K       | 78  | Pop                                                           |
| C       | H       | 26  | Strijkkwartetten                                              |         |         |     |                                                               |
| C       | J       | 27  | Overige kamermuziekensembles                                  | K       | A       | 80  | Volksmuziek West-Europa                                       |
| C       | L       | 29  | Orgelrecital                                                  | K       | B       | 81  | Volksmuziek Oost-Europa                                       |
|         |         |     |                                                               | K       | C       | 82  | Volksmuziek Zuidoost-Europa                                   |
| D       | A       | 30  | Liederen (ook met orkest)                                     | K       | D       | 83  | Volksmuziek Noord-Afrika en Midden-Oosten                     |
| D       | B       | 31  | Oratoria, missen, cantates etc.                               | K       | E       | 84  | Volksmuziek Midden en Zuid-Afrika                             |
| D       | C       | 32  | Opera (compleet en hoogtepunten)                              | K       | F       | 85  | Volksmuziek Noord-Amerika                                     |
| D       | D       | 33  | Opera (recitals en koren)                                     | K       | H       | 86  | Volksmuziek Midden en Zuid-Amerika                            |
| D       | E       | 34  | Operette                                                      | K       | J       | 87  | Volksmuziek Azië                                              |
| D       | F       | 35  | Diverse koren                                                 | K       | L       | 89  | Volksmuziek overige gebieden en verzamel-cd's                 |
| D       | H       | 36  | Gewijde muziek                                                |         |         |     |                                                               |
| D       | J       | 37  | Liturgie                                                      | L       | A       | 90  | Kinder-cd's                                                   |
| D       | L       | 39  | Licht klassiek                                                | L       | B       | 91  | Geluidseffecten                                               |
|         |         |     |                                                               | L       | D       | 93  | Technische opnamen                                            |
| E       | A       | 40  | Vroege muziek en muziekdocumenten                             | L       | E       | 94  | Historische documenten                                        |
| E       | B       | 41  | Elektronische muziek en Musique Concrète                      |         |         |     |                                                               |
| E       | C       | 42  | Verzamel-cd's instrumentaal/vocaal                            |         |         |     |                                                               |
| E       | L       | 49  | Meespeel- en meezing-cd's (karaoke)                           |         |         |     |                                                               |

| Kleurcode: | A = 0 | B = 1 | C = 2 | D = 3 | E = 4 | F = 5 | H = 6 | J = 7 | K = 8 | L = 9 |

## Bron afbeelding
- NBD/Biblion Leidschendam